# Amilina
La amilina, polipéptido amiloide de los islotes o IAPP (del inglés: islet amyloid polypeptide) es una hormona peptídica de 37 residuos secretada por las células beta pancreáticas al mismo tiempo que la insulina (alrededor de la razón 1:100 amilina a insulina).

## Importancia clínica
El polipéptido amiloide insulinoma (IAPP, o amilina) es comúnmente encontrado en los islotes pancreáticos de pacientes sufriendo de diabetes mellitus tipo 2, o albergando un insulinoma. Mientras que la asociación de la amilina con el desarrollo de la diabetes tipo 2 se conoce desde ya algún tiempo, ha sido más difícil establecer una función causante directa para la amilina. Resultados recientes sugieren que la amilina, como el relacionado beta-amiloide (Abeta) asociado con la enfermedad de Alzheimer, puede inducir muerte celular apoptótica en células beta que producen insulina, un efecto que podría ser relevante en el desarrollo de la diabetes tipo 2. Finalmente, un estudio reciente informó un efecto sinérgico para la pérdida de peso con la coadministración de leptina y amilina en ratas obesas al restaurar la sensibilidad hipotalámica a la leptina.

## Función
La amilina funciona como parte del páncreas endocrino y contribuye al control glucémico. El péptido es secretado de los islotes pancreáticos hacia el torrente sanguíneo y es eliminado por las peptidasas en el riñón. No se encuentra en la orina. La función metabólica de la amilina es caracterizada como un inhibidor de la aparición de nutrientes (especialmente la glucosa) en el plasma sanguíneo. Por lo tanto funciona como un compañero sinérgico a la insulina, y es cosecretado por las células beta pancreáticas en respuesta a las comidas. 
El efecto general de la amilina es disminuir la tasa de aparición Ra (from Rate of appearing) de glucosa en la sangre después de comer; esto se logra mediante la desaceleración coordinada del vaciado gástrico, la inhibición de la secreción digestiva ácido gástrico, enzimas digestivas pancreáticas y eyección de bilis y la consiguiente reducción de la ingesta de alimentos. La amilina evita la aparición de nueva glucosa en la sangre, mediante la inhibición de la secreción de la hormona glucagón que tiene efectos gluconeogénicos, es decir que induce la síntesis de glucosa a partir de aminoácidos  y también efectos glucogenolíticos, o sea que induce la lísis de glucógeno en las hepatocitos para liberar glucosa.   En conjunto reducen la demanda total de insulina. Podemos decir que la amilina bloquea los  mecanismos hiperglicemiantes y de este modo reduce la cantidad de insulina necesaria para mantener al glicemia normal.  La amilina también actúa en el metabolismo óseo, junto con los péptidos relacionados calcitonina y péptido relacionado con el gen de la calcitonina.\\
El bloqueo de genes de la amilina en roedores  permite obtener ratones que no lograr alcanzar la saciedad o anorexia. que es normal luego del consumo de alimentos. Debido a que la amilina  es un péptido amidado, como muchos neuropéptidos, se cree que es responsable de los efectos anorexígenos y que actúa sobre una parte del tronco cerebral sensible a la glucosa, el área postrema.La amilina también actúa en el metabolismo óseo, junto con los péptidos relacionados calcitonina y péptido relacionado con el gen de la calcitonina.\\

## Estructura

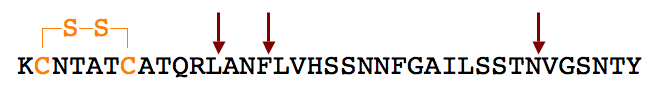
Secuencia de aminoácidos de la amilina con los puentes disulfuro y sitios de clivaje de la enzima degradante de insulina indicadas con flechas.

La forma humana de la IAPP tiene la secuencia de aminoácidos KCNTATCATQRLANFLVHSSNNFGAILSSTNVGSNTY, con un puente disulfuro entre los residuos de la cisteína 2 y 7. Ambos el C-terminal y el puente disulfuro son necesarios para la actividad biológica completa de la amilina. La IAPP es capaz de formar fibrillas amiloides in vitro. Dentro de la reacción de fibrilación, las estructuras prefibrilares son extremadamente tóxicas para los cultivos de células beta e insulinomas. Las estructuras amiloides fibrilares también parecen tener un efecto citotóxico en cultivos celulares. Estudios han demostrado que las fibrillas son el producto final y no son necesariamente la forma más tóxica de amiloide proteico/peptídico en general. Un péptido que no forma fibrillas (1-19 residuos de una amilina humana) es tan tóxico como el péptido de longitud completa pero el segmento respectivo de una amilina de rata no lo es. También fue demostrado por espectroscopia de resonancia magnética nuclear que los fragmentos 20-29 de la amilina humana fragmentan membranas. Las ratas y ratones tienen seis sustituciones (tres que son sustituciones prolinas en las posiciones 25, 28, y 29) que se cree que previenen la formación de fibrillas amiloides. La IAPP de ratas no es tóxica para las células beta, incluso sobreexpresadas.

## Historia y nomenclatura
La IAPP fue identificada independientemente por dos grupos como la componente principal de los depósitos de islotes amiloides asociados a la diabetes en 1987.
La diferencia en nomenclatura es en gran parte geográfica; los investigadores europeos tienden a preferir IAPP mientras que los investigadores estadounidenses tienden a preferir amylin (amilina). Algunos investigadores desalientan el uso de "amylin" (amilina) con el argumento de que podría ser confundido con la compañía farmacéutica Amylin Pharmaceuticals.

## Farmacología
Un análogo sintético de la amilina humana con sustituciones prolinas en las posiciones 25, 26, y 29, o pramlintida (nombre de marca Symlin), fue recientemente aprobada para el uso de pacientes adultos con ambos diabetes mellitus tipo 1 y diabetes mellitus tipo 2. La insulina y pramlintida, inyectadas separadamente pero ambas antes de una comida, trabajan juntas para controlar el ascenso de la glucemia después de comer.
La amilina es en parte degradada por la enzima degradante de insulina.

## Receptores
Parece que hay por lo menos tres complejos de receptores que se unen a la amilina con alta afinidad. Los tres complejos contienen un receptor de calcitonina en su núcleo, más una de tres proteínas modificantes de la actividad receptora, RAMP1, RAMP2, o RAMP3.